# آدیا بارنز
آدیا بارنز (انگلیسی: Adia Barnes؛ زادهٔ ۳ فوریهٔ ۱۹۷۷) بازیکن بسکتبال اهل ایالات متحده آمریکا است.